# Escudo del Reino de las Dos Sicilias
Desarrollo heráldico del escudo y del blasón que utiliza como escudo personal la Casa de Borbón-Dos Sicilias y para el Reino de las Dos Sicilias. Aprobado con un decreto del 21 de diciembre de 1816.

## Origen
El origen del escudo está cuando el infante Carlos de Borbón, duque de Parma fue reconocido como Príncipe hereditario de Toscana al ser el legítimo sucesor del último Médici. El infante Carlos al recuperar los Reinos de las Dos Sicilias durante la Guerra de Sucesión Polaca en nombre del Rey de España, su padre, utiliza un escudo personal derivado del anterior.

## Partes
Leyenda: Leyenda:

## Galería de escudos

Escudo del infante Carlos, como duque de Parma, Gustalla y Plasencia y Príncipe hereditario de Toscana.
Escudo del infante Carlos, como Rey de ambas Sicilias y Jerusalén, reclamando los títulos de Duque de Parma y Heredero de Toscana.